# Паллава (письмо)
Паллава — індійське письмо (абугіда), створене у часи існування держави Паллавів, близько VI століття нашої ери.
Багато писемностей Південно-Східної Азії, такі як яванське, каві, байбаїн, монське, бірманське, кхмерське, ланна, тайське, лаоське та нове письмо ли засновані на основі писемності паллава.

## Літери

### Приголосні
Кожна літера за умовчанням складається з приголосного і голосного /a/. Для позначення інших голосних форма змінюється.
| ka | kha | ga | gha | ṅa  | ca | cha | ja | jha* | ña | ṭa | ṭha* | ḍa | ḍha* | ṇa | ta | tha |
|    |     |    |     |     |    |     |    |      |    |    |      |    |      |    |    |     |
| da | dha | na | pa  | pha | ba | bha | ma | ya   | ra | la | va   | śa | ṣa   | sa | ha |     |
|    |     |    |     |     |    |     |    |      |    |    |      |    |      |    |    |     |

### Голосні
Голосні, що стоять окремо:
| a | aa | i | ii | u | e | o | ai* | au* |
|   |    |   |    |   |   |   |     |     |